# Hessische Landesbahn

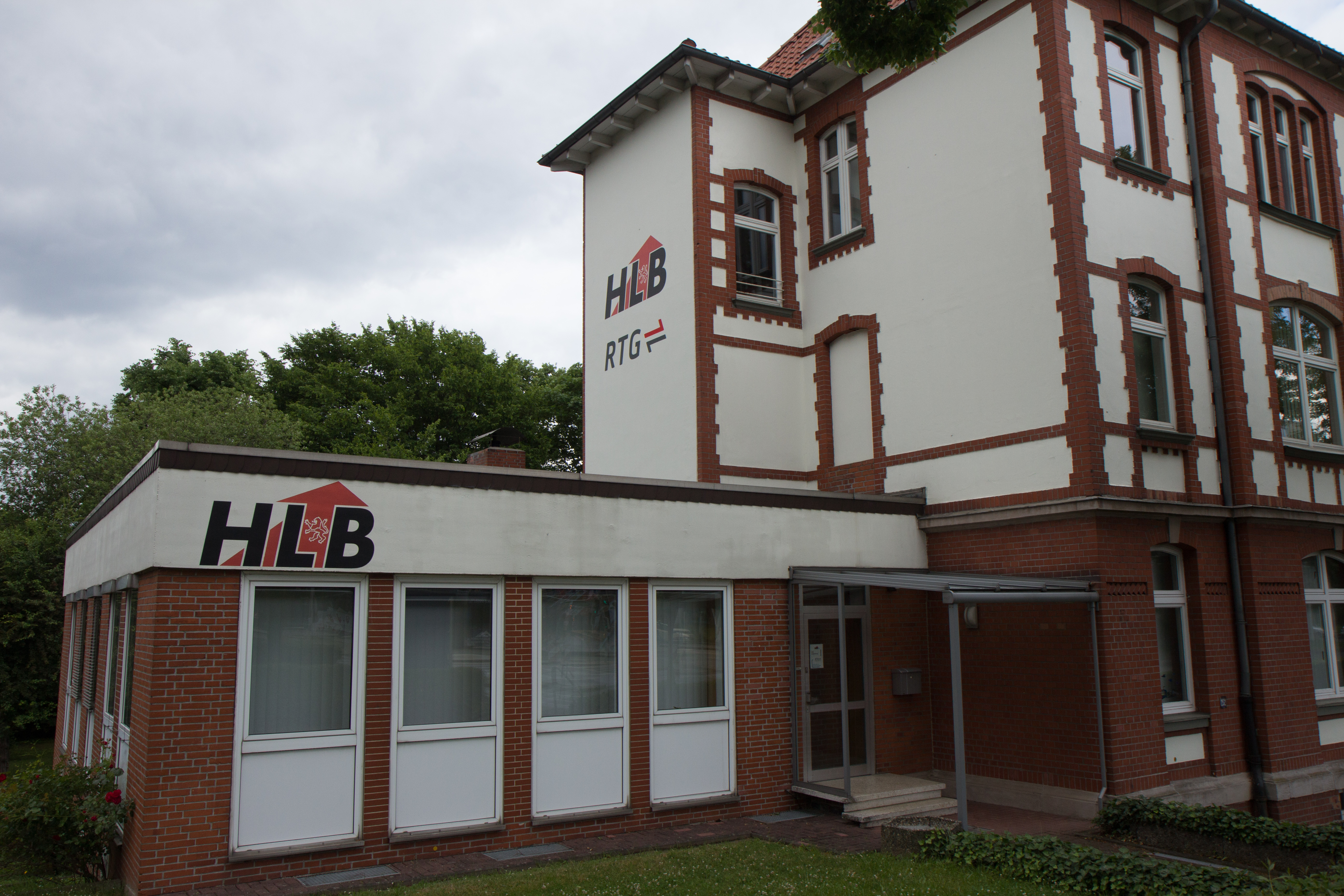
Kantoor van de Hessische Landesbahn en Cantus in Kassel (2017)

De Hessische Landesbahn GmbH (HLB) is een Duitse regionale vervoersmaatschappij afkomstig uit de deelstaat Hessen, met het hoofdkantoor in Frankfurt am Main. Met dochterondernemingen en deelnemingen is HLB actief in reizigersvervoer per bus en trein in Hessen en andere deelstaten. Ook is de onderneming beperkt actief in het goederenvervoer per spoor.

## Onderneming
De leiding over de Hessische Landesbahn wordt door Veit Salzmann waargenomen. In de raad van commissarissen nemen vier personen namens de Landkreisen en de deelstaat Hessen plaats, de vier andere plaatsen zijn vertegenwoordigers van werknemers. 

## Geschiedenis
De onderneming werd in 1955 als gemeenschappelijke dak van private spoorwegondernemingen in Hessen opgericht, waarbij de ondernemingen eigen stations en infrastructuur beheerde evenals de exploitatie van de treinen.
In kader van de deling van spoorwegbeheer en exploitatie van bus en trein werd op 8 december 2004 de dochterondernemingen HLB Hessenbahn GmbH en HLB Hessenbus GmbH opgericht. 
Op 20 september 2005 fuseerde - op besluit van de algemene vergaderingen van de drie verkeersondernemingen op 27 juli 2005 - de drie dochterondernemingen Frankfurt-Königsteiner Eisenbahn AG (FKE), Butzbach-Licher Eisenbahn AG (BLE) en Kassel-Naumburger Eisenbahn AG (KNE) met terugwerkende kracht tot 1 januari 2005 tot Frankfurt-Königsteiner Eisenbahn AG. Sindsdien zijn ze actief als gemeenschappelijke spoorwegbeheerder. De ondernemingen Butzbach-Licher Eisenbahn AG en Kassel-Naumburg Eisenbahn AG werden uit het handelsregister geschrapt. De Hersfelder Eisenbahn GmbH (HEG), die het spoorverkeer ondertussen had stilgelegd, werd niet in de fusie meegenomen.
Op 8 maart 2006 werd de Frankfurt-Königsteiner Eisenbahn AG in HLB Basis AG hernoemd.

## Structuur
De Hessische Landesbahn GmbH functioneert als holding voor drie dochtermaatschappijen:
- HLB Basis AG;
- HLB Hessenbahn GmbH;
- HLB Hessenbus GmbH.

HLB Basis AG staat de vervoersmaatschappijen met diverse middelen ter beschikking. HLB Basis is ook spoorwegbeheerder, eigenaar van het meeste HLB-materieel en beheert de werkplaatsen van de HLB. Hessische Landesbahn GmbH is voor 86,531% eigenaar van HLB Basis AG, de overige aandelen zijn in handen van Main-Taunus-Kreis (5,910%), Hochtaunuskreis (5,833%), Landkreis Kassel (1,266%), Stadt Bad Nauheim (0,364%), Stadt Münzenberg (0,048%), Stadt Butzbach (0,024%) en Stadt Lich (0,024%).
HLB Hessenbahn GmbH verzorgt het vervoer per spoor en de HLB Hessenbus GmbH vervoer per bus. Beide bedrijven bieden zelfstandig in op aanbestedingen en hebben hun eigen concessies. Ze zijn beide volledig in handen van de Hessische Landesbahn GmbH.
Sinds 11 december 2016 verzorgt HLB Hessenbus het bus- en belbusvervoer volgens het concept van de opdrachtgever Verkehrsverbands Hochtaunus (VHT), nadat HLB Hessenbus de Europese aanbesteding had gewonnen.

### Dochterondernemingen

Logo HLB Hessenbahn GmbH

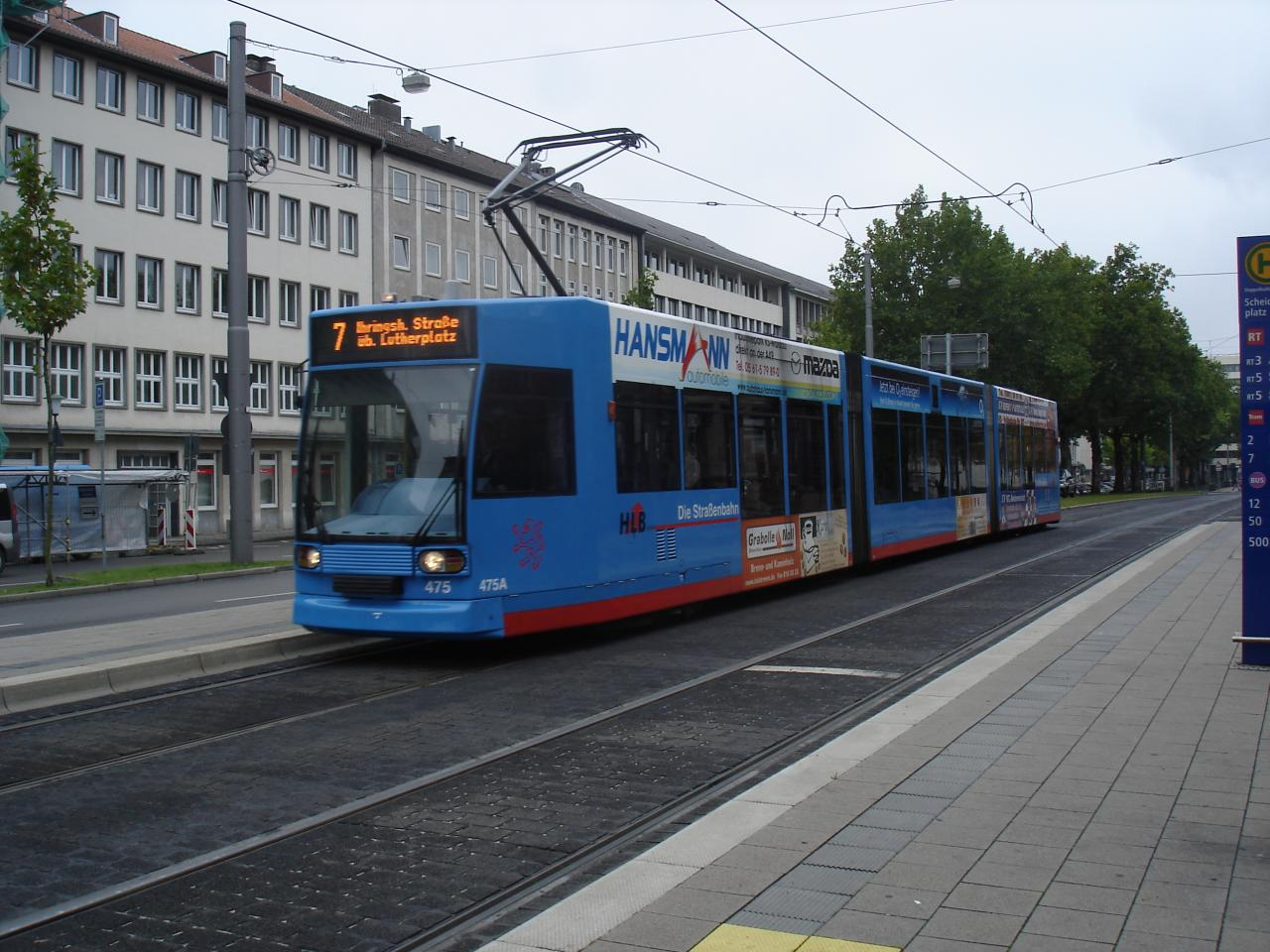
Tram van de HLB in Kassel (2008)

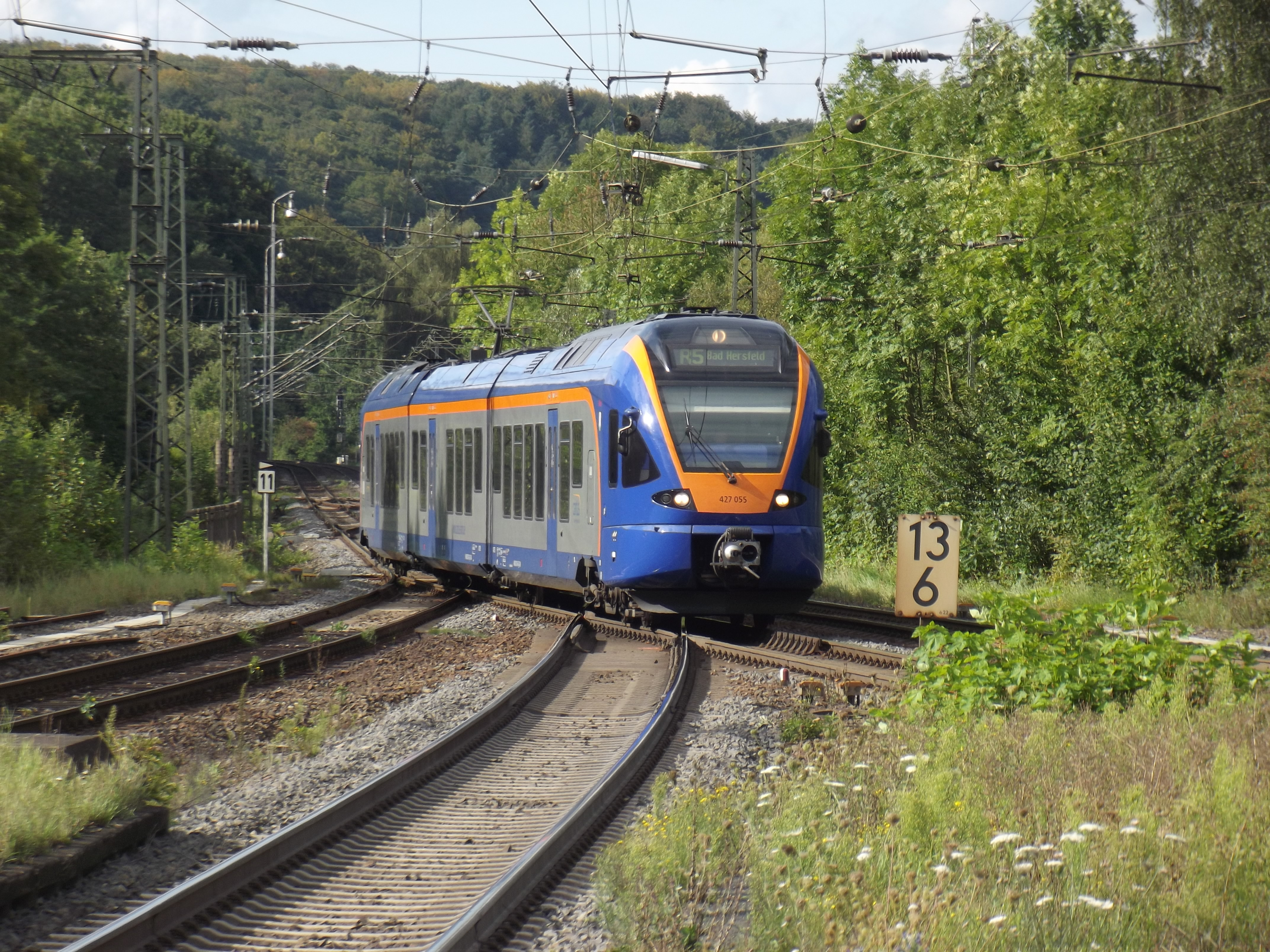
FLIRT van cantus in Guntershausen (2014)

HLB Basis AG is samen met de Kasseler Verkehrs-Gesellschaft AG (KVG) voor 50% eigenaar van de Regionalbahn Kassel GmbH (RBK). De RBK verzorgt op de Lossetalbahn gecombineerde spoor- en tramverkeer evenals tramvervoer op het netwerk in Kassel en als spoorwegbeheerder voor de Lossetalbahn (of een deel daarvan). 
De HLB bezit samen met de KVG de helft van de aandelen in de RegioTram Gesellschaft mbH (RTG). HLB nam in december 2013 de aandelen in RTG van de Deutsche Bahn over. RTG exploiteert de RegioTram Kassel met voertuigen die zowel op het tramnetwerk van Kassel rijden evenals op de spoortrajecten van DB Netz buiten Kassel.
Door de oprichting van HLB Basis AG kwam ook de toenmalige joint venture van Butzbach-Licher Eisenbahn AG met Autobus Sippel uit Hofheim (tegenwoordig onderdeel van Netinera) en de onderneming Autbus Dreischmeier GmbH (ABD) in Lich (50%) bij HLB Basis.
Door andere joint ventures exploiteert HLB reizigersverkeer over de Hessense grens in twee van de vijf aangrenzende deelstaten:
- naar Nedersaksen en Thüringen samen met BeNEX, de uitbreidingsonderneming van de Hamburger Hochbahn, met cantus Verkehrsgesellschaft mbH (HLB: 50%);
- naar Thüringen samen met de Erfurter Bahn GmbH (EB) met Süd-Thüringen-Bahn GmbH (HLB: 50%).

In het verleden was de onderneming voor 74,9% in vectus Verkehrsgesellschaft en voor 33% in de HellertalBahn GmbH actief. Na de gewonnen aanbesteding van de Eifel-Westerwald-Sieg-Netz exploiteert de HLB de concessies van de dochterondernemingen zelf en al het personeel en materieel werd in de HLB opgenomen. Alle activiteiten van de dochterondernemingen werden gestaakt. Vectus is tegenwoordig 100% onderdeel van HLB.

## Concessies
De dochterondernemingen van de Hessische Landesbahn rijden in 2017 over 237,5 kilometer spoor ongeveer 22 miljoen treinkilometer en over 1013 kilometer buslijnen ongeveer 8 miljoen buskilometer jaarlijks.
De spoorlijn Königstein - Frankfurt-Höchst van de vroegere Königsteiner Eisenbahn (FKE) was als K-Bahn lid van de Frankfurter Verkehrsverbund (FVV).
In de jaren 90 hadden de HLB-dochters de exploitatie van een serie van regionale spoorlijnen van de Deutsche Bahn in Noord- en Midden-Hessen overgenomen. Op 11 december 2005 reden HLB-treinstellen ook op de Kahlgrundbahn van Hanau tot naar Schöllkrippen in het Beierse Spessart. Naast spoorlijnen worden ook bus en tramlijnen geëxploiteerd.
Sinds december 2010 rijdt HLB ook op de hoofdlijn Frankfurt - Gießen - Siegen/Marburg (RMV-lijnen 30/40). In december 2011 werd de exploitatie op de RMV-lijnen 25, 35 en 52 tussen Limburg, Gießen, Alsfeld, Fulda en Gersfeld overgenomen. De lijnen 25 en 35 zijn sinds december 2016 tot lijn RB 45 samengevoegd.
In december 2014 had de HLB voor 15 jaar het verkeer van de concessie "Perceel 2" van het netwerk Dieselnetz Eifel-Westerwald-Sieg overgenomen. De exploitatieovername van augustus 2015 werd naar december 2014 naar voren teruggetrokken. Voor de tussentijd werd een overgangscontract onderhandeld, zodat de HLB al in december 2014 met de exploitatie moesten starten. In de overgangsperiode had de HLB materieel van andere vervoersmaatschappijen gehuurd. De geplande aanbodsverbetering werd pas in december 2015 ingevoerd, tot die datum bleef het oude aanbod behouden.
In december 2015 gingen de toenmalige HLB-concessies van de lijnen RE 30 en R 9 in een nieuwe doorgaande lijn RE 98 over. Het wordt nu in een twee-uurfrequentie tussen Frankfurt en Kassel gereden. Net als daarvoor rijdt in het RMV-gebied de HLB een gemeenschappelijke uurfrequentie met de treinen van de Deutsche Bahn (RE 30). Vanaf Kirchhain worden alle stations tot aan Kassel Hbf bediend. De treinsplitsing met het treindeel uit Siegen (RE 99) in Gießen is behouden gebleven.

## Tarief
De Hessische Landesbahn GmbH is lid van het tariefverband van bondseigen en niet-bondseigen spoorwegmaatschappijen in Duitsland (Tarifverband der Bundeseigenen und Nichtbundeseigenen Eisenbahnen in Deutschland). Treinkaartjes van de Deutsche Bahn zijn hierdoor ook geldig in de treinen van de HLB. 
Op de Hessense spoorlijnen gelden tarieven van de RMV respectievelijk NVV. In de deelstaat Rijnland-Palts gelden de tarieven van Verkehrsverbundes Rhein-Mosel (VRM) evenals de Rhein-Nahe-Nahverkehrsverbundes (RNN), op de spoorlijnen in Noordrijn-Westfalen die van de Verkehrsgemeinschaft Westfalen-Süd (VGWS).
Op de stations van beide spoorlijnen Königsteiner Bahn en Taunusbahn, waarvan de HLB spoorwegbeheerder is, onderhoudt de HLB eigen kaartautomaten. Op de overige stations staan kaartautomaten van DB Vertrieb ter beschikking. Voor reizigers, die op de stations en haltes langs de lijnen RB 29 (Unterwesterwaldbahn), RB 90 (Westerwald-Sieg-Bahn), RB 91 (Ruhr-Sieg-Bahn), RB 92 (Biggesee-Express), RB 93 (Rothaarbahn), RB 95 (Sieg-Dill-Bahn) en RB 96 (Hellertalbahn) opstappen, waarbij het station niet over een kaartautomaat beschikt zijn kaartenautomaten in de trein aanwezig.

## Lijnen
| Lijn                   | Spoorlijn                                                                              | Route | Concessielooptijd                                                                                           | Materieel                                                         |
| Actuele lijnennet      | Actuele lijnennet                                                                      | Actuele lijnennet | Actuele lijnennet                                                                                           | Actuele lijnennet                                                 |
| ---------------------- | -------------------------------------------------------------------------------------- | --- | --- | ----------------------------------------------------------------- |
| RB 11                  | Sodener Bahn                                                                           | Frankfurt-Höchst - Bad Soden am Taunus | 01-01-2003 - 10-12-2022 (al sinds 1997)                                                                     | VT 2E, LINT 41/H                                                  |
| RB 12                  | Königsteiner Bahn                                                                      | Frankfurt (Main) Hbf - Frankfurt-Höchst - Kelkheim - Königstein im Taunus                                                                    | 01-01-2003 - 10-12-2022 (stamlijn, tot 1995 in eigen beheer)                                                | VT 2E, LINT 41/H                                                  |
| RB 15                  | Taunusbahn                                                                             | Bad Homburg - Friedrichsdorf - Usingen - Grävenwiesbach - Bradoberndorf                                                                      | 01-01-2003 - 10-12-2022 (door de VHT sinds 1993)                                                            | VT 2E, LINT 41/H                                                  |
| RB 16                  | Spoorlijn Friedberg - Friedrichsdorf                                                   | Friedrichsdorf - Rosbach v d Höhe - Friedberg (Hess)                                                                                         | 24-05-1998 - 10-12-2022                                                                                     | GTW 2/6                                                           |
| RB 21                  | Main-Lahn-Bahn, Ländchesbahn                                                           | Limburg (Lahn) - Bad Camberg - Idstein - Niedernhausen - Wiesbaden Hbf                                                                       | december 2014 - 10-12-2022                                                                                  | GTW 2/6, LINT 41/H, vanaf december 2015 Desiro (van lijn 56)      |
| RB 22                  | Main-Lahn-Bahn                                                                         | Limburg (Lahn) - Bad Camberg - Idstein - Niedernhausen - Frankfurt-Höchst - Frankfurt (Main) Hbf (een treinpaar dagelijks)                   | december 2014 - 10-12-2022                                                                                  | GTW 2/6, LINT 41/H, vanaf december 2015 Desiro (van lijn 56)      |
| RB 29                  | Unterwesterwaldbahn                                                                    | Limburg (Lahn) - Staffel - Montabaur - Siershahn                                                                                             | 14-12-2014 - 14-12-2030                                                                                     | LINT 41/H, GTW 2/6                                                |
| RB 45                  | Lahntalbahn, Vogelsbergbahn                                                            | Limburg (Lahn) - Weilburg - Wetzlar - Gießen - Grünberg - Mücke (Hess) - Alsfeld - Lauterbach Nord - Fulda                                   | 11-12-2011 - 09-12-2023                                                                                     | LINT 41/H, Desiro (alleen Weilberg - Gießen en Gießen - Grünberg) |
| RB 46                  | Lahn-Kinzig-Bahn                                                                       | Gießen - Hungen - Nidda - Glauburg-Stockheim - Büdingen - Gelnhausen                                                                         | januari 2001 - 10-12-2022                                                                                   | GTW 2/6                                                           |
| RB 47                  | Spoorlijn Friedberg - Mücke                                                            | Friedberg (Hess) - Beienheim - Wölfersheim-Södel                                                                                             | 30-05-1999 - 10-12-2022                                                                                     | GTW 2/6                                                           |
| RB 48                  | Spoorlijn Beienheim - Schotten, Main-Weser-Bahn                                        | (Frankfurt (Main) Hbf -) Friedberg (Hess) - Beienheim - Reichelsheim - Echzell - Nidda (eenmaal ma-vr van Frankfurt)                         | 30-05-1999 - 10-12-2022                                                                                     | GTW 2/6                                                           |
| RB 52                  | Spoorlijn Fulda - Gersfeld                                                             | Fulda - Lütter - Gersfeld (Rhön) | 11-12-2011 - 09-12-2023                                                                                     | LINT 27, LINT 41                                                  |
| RB 90                  | Westerwald-Sieg-Bahn                                                                   | Limburg (Lahn) - Westerberg - Altenkirchen - Au (Sieg) - Betzdorf - Siegen (een treinpaar tot Kreuztal)                                      | 14-12-2014 - 14-12-2030                                                                                     | LINT, 629                                                         |
| RB 91                  | Ruhr-Sieg-Bahn                                                                         | Siegen - Kreuztal - Finnentrop (een treinpaar dagelijks)                                                                                     | december 2014 - december 2030                                                                               | LINT                                                              |
| RB 92                  | Biggesee-Express                                                                       | Finnentrop - Attendorn - Olpe | december 2014 - december 2030                                                                               | LINT                                                              |
| RB 93                  | Rothaarbahn                                                                            | Betzdorf - Siegen - Erndtebrück - Bad Berleburg ('s morgens 2x van Au (Sieg))                                                                | december 2014 - december 2030                                                                               | LINT                                                              |
| RB 95                  | Sieg-Dill-Bahn                                                                         | Dillenburg - Haiger - Siegen | 14-12-2014 - 14-12-2030                                                                                     | LINT                                                              |
| RB 96                  | Hellertalbahn                                                                          | Betzdorf - Herdorf - Haiger - Dillenburg | december 2015 - 14-12-2030                                                                                  | GTW 2/6                                                           |
| RE 98                  | Main-Weser-Bahn                                                                        | Frankfurt (Main) Hbf - Gießen - Marburg (Lahn) - Stadtallendorf - Schwalmstadt-Treysa - Wabern - Kassel Hbf                                  | 13-12-2015 - 13-12-2025 (bediening al sinds 2010 op het trajectdeel Frankfurt - Marburg (- Stadtallendorf)) | FLIRT driedelig, FLIRT vijfdelig                                  |
| RE 99                  | Main-Sieg-Express: Main-Weser-Bahn, Dillstrecke                                        | Frankfurt (Main) Hbf - Gießen - Wetzlar - Dillenburg - Siegen                                                                                | 12-12-2010 - 13-12-2025                                                                                     | FLIRT                                                             |
| Uitbreidingen per 2018 |                                                                                        | | |                                                                   |
| RB 58                  | Frankfurt-Hanauer Eisenbahn, Main-Spessart-Bahn                                        | Frankfurt (Main) Hbf - Maintal - Hanau Hbf - Großkrotzenburg - Kahl am Main - Aschaffenburg Hbf                                              | 09-12-2018 - 10-12-2033                                                                                     | Coradia Continental                                               |
| RE 59                  | Flughafenschleife Frankfurt, Mainbahn, Frankfurt-Hanauer Eisenbahn, Main-Spessart-Bahn | Frankfurt (Main) Flughafen Regionalbahnhof - Frankfurt (Main) Süd - Maintal - Hanau Hbf - Großkrotzenburg - Kahl am Main - Aschaffenburg Hbf | 09-12-2018 - 10-12-2033                                                                                     | Coradia Continental                                               |
| RB 75                  | Rhein-Main-Bahn                                                                        | Wiesbaden Hbf - Mainz Hbf - Groß-Gerau - Darmstadt Hbf - Dieburg - Babenhausen - Aschaffenburg Hbf                                           | 09-12-2018 - 10-12-2033                                                                                     | Coradia Continental                                               |

## Materieel

### Treinstellen

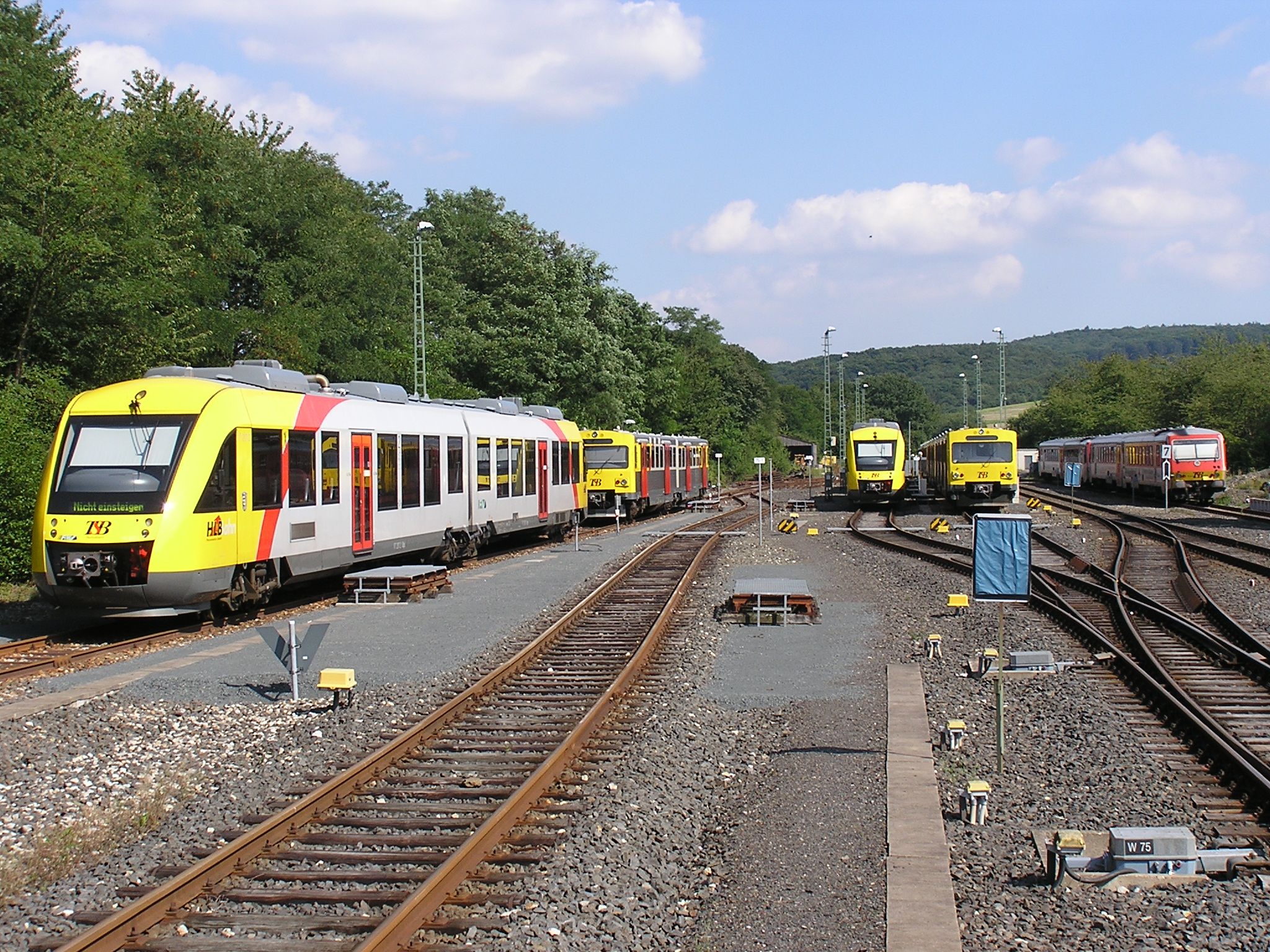
Taunus-spoorlijnen: LINT 41/H, VT2E (en de voormalige BR 628.9) (2007)
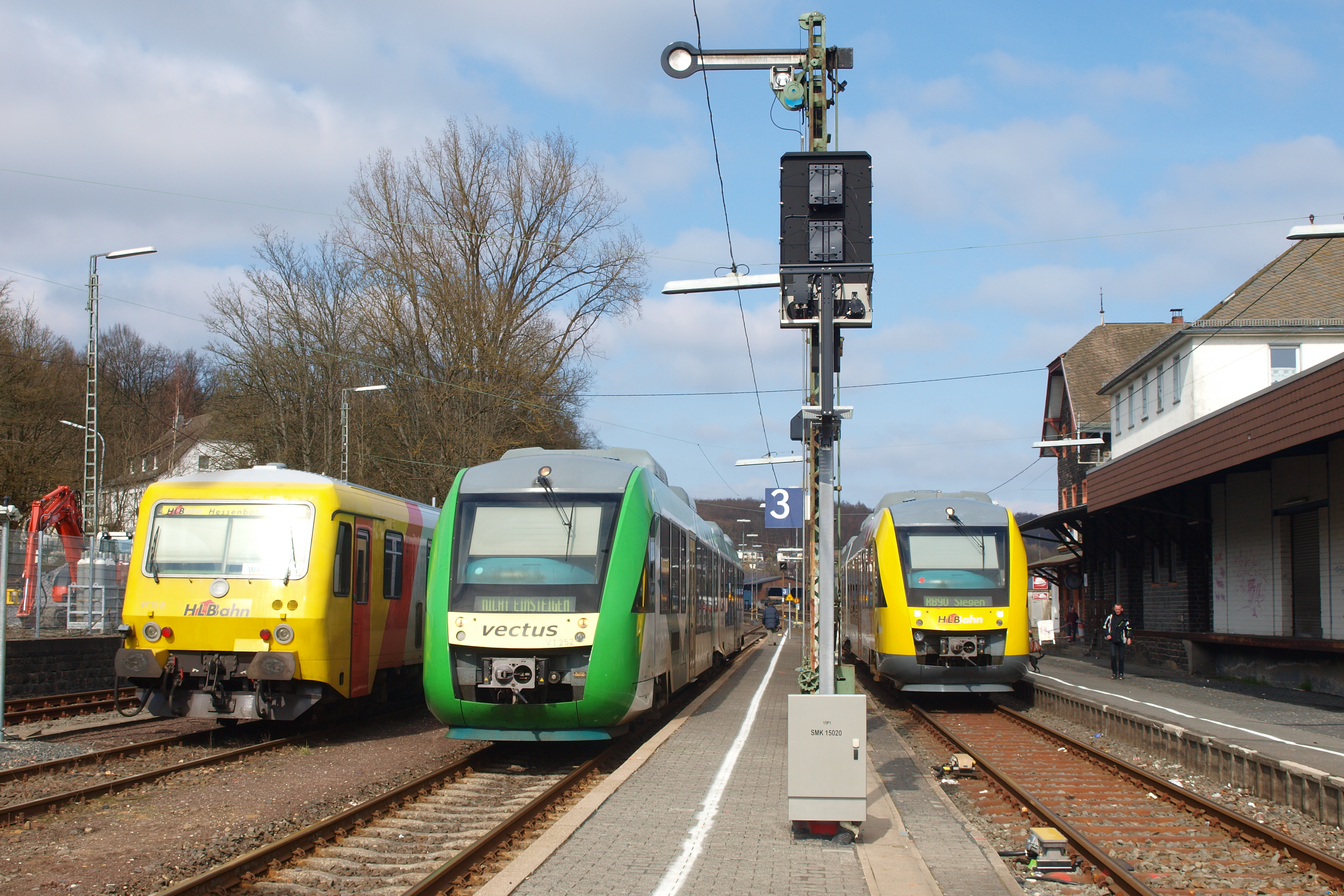
Westerwald-spoorlijnen: BR 628.9, LINT 41 (beide voormalige vectus, waarvan de rechtse opnieuw geverfd is) (2016)
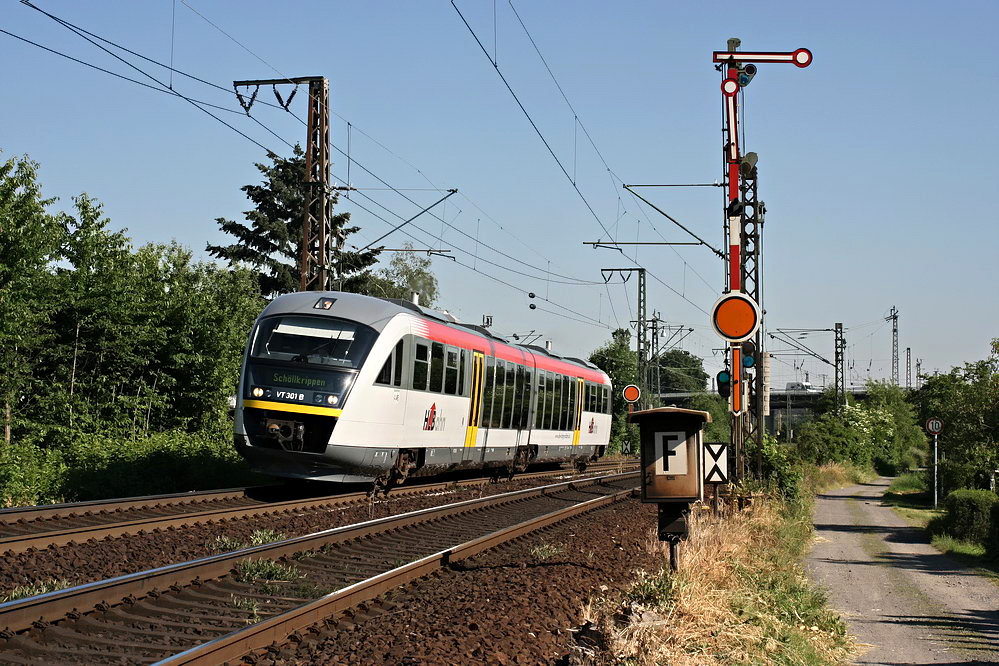
Ländchesbahn: Desiro (vroeger Kahlgrundbahn, hier in Hanau) (2006)
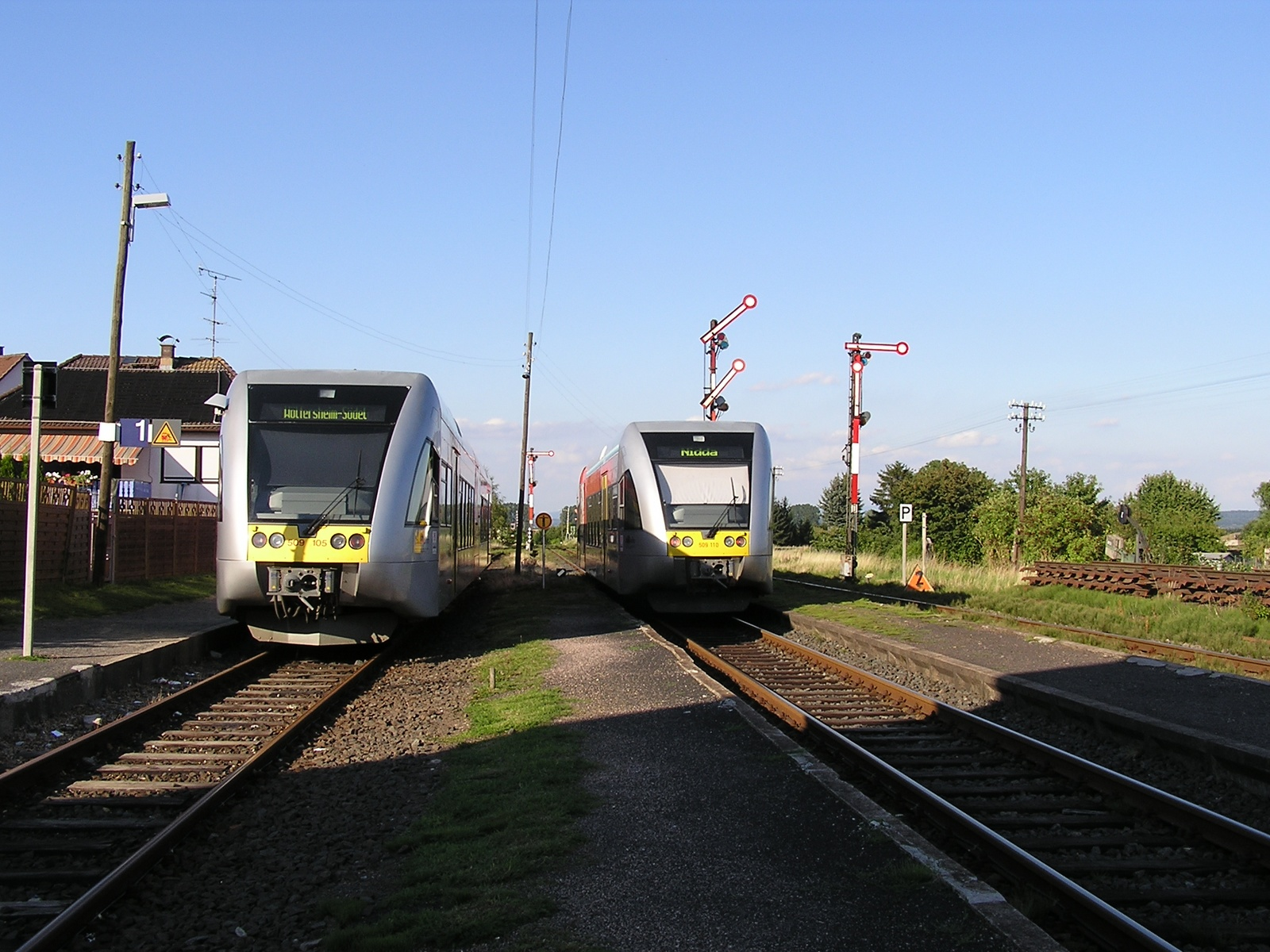
Wetterau- en Westerwald-spoorlijnen: GTW 2/6 (2007)
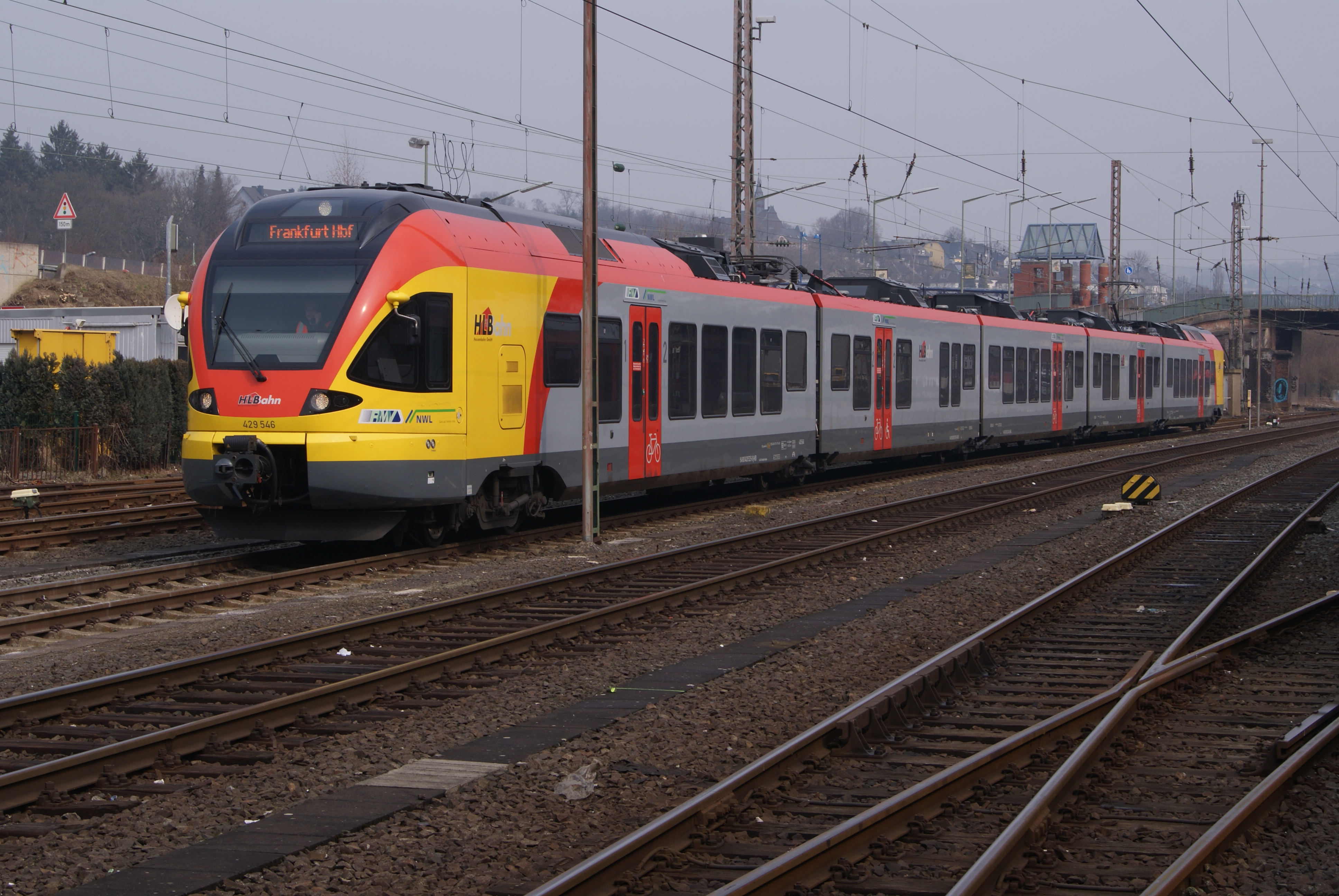
Main-Wester-Bahn/Dillstercke: FLIRT (2013)

De drie Taunusspoorlijnen worden, waarvan Königstein de thuisbasis is, door VT 2E en LINT 41/H gereden. 11 van de 20 VT 2E zijn van de opdrachtgever Verkehrsverband Hochtaunus (VHT), terwijl de 10 LINT eigendom van het Fahrzeugmanagement Region Frankfurt RheinMain GmbH (fahma) zijn. Daarbij komen nog 23 verdere treinstellen van het type LINT 41 voor de Lahntal-, Rhön- en Vogelsbergbahn. In het verkeer op de Wetteraulijnen rijden de GTW 2/6 treinstellen met standplaats Butzbach. Hier worden ook de op de Kahlgrundbahn rijdende Desiro onderhouden. Van de drie in de jaren '90 aangeschafte DB-Baureihe 628/629 werden ondertussen na diverse malen verhuurd de VT 51 (682.4) aan WEBA en de VT 71 (629) aan neg verkocht. De VT 72 (629) is na een schilderbeurt op diverse lijnen ingezet.
De omroepstem in de GTW 2/6 en de Taunusbahn-LINT is Helga Bayertz, in de VT 2E evenals de FLIRT is het Ingrid Metz-Neun. In de treinen tussen Limburg, Fulda en Gersfeld (Rhön) is een onbekende computerstem gebruikt als omroep.
Voor de gewonnen concessie vanaf Frankfurt, die vanaf december 2010 afgenomen werd, werden in totaal negen (drie driedelige, zes vijfdelige) nieuwe treinstellen van het type FLIRT ingezet. Deze hebben als standplaats Königstein en zijn in de kleuren geel-rood-grijs geverfd. Deze hebben tot de helft van de kopwagens zijplaten op het dak, die de middenwagens niet hebben. De treinstellen worden in de nieuw gebouwde onderhoudsbedrijf in Frankfurt-Griesheim in overeenkomst met de exploitant VIAS GmbH onderhouden. Eind 2011 volgde een nabestelling van vier oorspronkelijke driedelige treinstellen, welke later tot vijfdelige treinstellen verlengd werden.
In het voorjaar van 2011 werden drie LINT 27 van vectus Verkehrsgesellschaft, een dochteronderneming van HLB, tegen drie GTW 2/6 van HLB uitgewisseld. Dit materieel kwam als versterkingsmaterieel in de spits op de Rhönbahnlinie in dienst.
Op de sinds december 2011 nieuw bediende lijnen RB 25, RB 35 en RB 53 werden 23 nieuwe LINT 41 treinstellen ingezet.
In oktober en november 2015 werden LINT 41-treinstellen van het voormalige Ostseeland Verkehr GmbH ingezet. Ze kwamen op de lijnen RB 29 (Unterwesterwaldbahn) en RB 25 (Lahntalbahn) in dienst. Een treinstel was in Weilburg gestationeerd en verzorgt de al in Weilburg startende en eindigende lijn (onder andere trein 24883). De voormalige treinstellen van OLA werden weer verkocht en de diensten worden sinds november 2015 door Desiro's gereden. Bij de nieuwe dienstregeling 2016 in december 2015 wisselde verdere Desiro's van standplaats van de Kahlgrund- naar de Ländchesbahn. Op de RB 25 rijdende Desiro's hadden nog de huisstijl van de weggevallen Kahlgrundbahn (RB 56). 
Nadat een LINT in februari 2016 beschadigd raakte door brand is nu weer een LINT 41 van de voormalige Ostseeland Verkehr GmbH onderweg. De oude logo's werden verwijderd en witte stickers aan de zijkanten van de trein aangeplakt, zodat de dienst en de gebruikte spoorlijn te herkennen is. In de trein is een reizigersinformatiesysteem en automatische omroep niet geïnstalleerd.
Twee in september/oktober 1994 door de toenmalige Kassel-Naumburger Eisenbahn (KNE) als materieel voor de gemeenschappelijke spoorlijn met de Kasseler Verkehrs-Gesellschaft (KVG) naar Baunatal aangeschafte trams van het type Düwag 6NGTW (nr/ 474 en 475) werden rond de jaarwisseling 2015-2016 aan de KVG verkocht. Beide trams werden al bij de KVG onderhouden en op alle lijnen van de tram van Kassel ingezet.
Voor de lijnen RB 58, RE 59 en RB 75 van het "Südhessen-Untermain-Netz", die door HLB vanaf december 2018 worden gereden, zijn 13 driedelige en 17 vierdelige treinstellen van het type Coradia Continental besteld bij Alstom.
De volgende treinstellen zijn in 2017 aanwezig in het wagenpark van HLB:
- 3 FLIRT (driedelig);
- 10 FLIRT (vijfdelig);
- 10 LINT 27;
- 51 LINT 41 (10 van fahma);
- 7 LINT 41 (Baureihe 1648);
- 6 Desiro;
- 28 GTW 2/6;
- 20 VT/VS 2E (11 van VHT);
- 1 Baureihe 629.

### Locomotieven
De HLB heeft ook een aantal diesellocomotieven met standplaatsen in Kassel en Butzbach. De goederenlocomotieven worden ingezet voor de houttransporten tussen Butzbach en Griedel evenals voor lokaal goederenverkeer tussen Butzbach DB - Butzbach Nord en spooraansluiting Butzbacher Weichenbau. Tevens wordt bij gelegenheid door heel Hessen werktreinen door deze locomotieven getrokken. De volgende diesellocomotieven zijn bij HLB actief:
- 1 MaK G 1206;
- 2 KHD DG 2000 CCM;
- 1 MaK DE 1002.

### Bussen
De Hessische Landesbahn heeft een divers wagenpark van bussen, van gelede bus tot omgebouwde bestelbusjes. In totaal heeft HLB 151 verschillende bussen.
- Mercedes-Benz Citaro 0 530 GL (18m);
- Mercedes-Benz Citaro 0 530 (12m);
- Mercedes-Benz Citaro 0 530 K (10,4m);
- Iveco Daily 70 C;
- Setra S 415 LE (12m);
- Setra S 315 UL (12m);
- MAN Lion's City G (18m);
- MAN Lion's City L (15m);
- MAN Lion's City Ü (12m);
- MAN Lion's City M (10,5m);
- Volvo 8700 LE (12m);
- Volvo 8700 LE (14,5m);
- Volvo 7700 G (18m);
- Fiat Ducato.

## Infrastructuur
De Hessische Landesbahn is met dochteronderneming HLB Basis AG ook spoorwegbeheerder van ongeveer 60 kilometer spoorlijn. Het gaat daarbij om de volgende spoorlijnen:
- DB 9360 Frankfurt-Höchst - Königstein;
- DB 9374 Friedrichsdorf - Brandoberndorf;
- DB 3936 aansluiting Eschwege Stegmühle - Eschwege Stadt;
- DB 6710 aansluiting Eschwege Wehre - Eschwege Stadt;
- DB 9371 Butzbach - Butzbach Ost/Butzbach Nord
- Industriesporen Waldau/Lohfelden;
- Industriesporen Baunatal.